# ベトナムの声放送局
ベトナムの声放送局（ベトナムのこえほうそうきょく、ベトナム語：Đài Tiếng nói Việt Nam / 臺㗂吶越南、英: Voice of Vietnam、略称:VOV）とは、ベトナム社会主義共和国の国営ラテ兼営局である。所在地はベトナムの首都、ハノイ市。

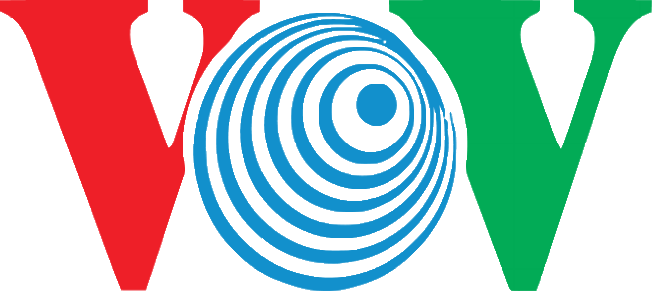
旧ロゴマーク。

各種国内放送の他、海外（近隣諸国を含む）向けの国際放送も行っている。全国に点在する地方局では、ハノイ市からラインネットで送られて来る番組のサイマル放送だけでなく、各局オリジナルの番組も制作されている。

## チャンネルの種類

### 国内放送
- VOV1 - 「ニュースと時事」（中波・短波・FM放送）
- VOV2 - 「文化と社会」（中波・短波・FM放送）
- VOV3 - 「音楽と娯楽」（主に若者を対象にしたFM放送）
- VOV4 - 「少数民族向け放送」（国内の少数民族向けにモン語など8つの言語で中波と短波で放送）
- VOV FM91 - 「国内向け交通情報」「国内外国人向け放送」（「VOV5」で放送中の外国語番組をベトナム在留の外国人向けに、ハノイ市・ホーチミン市・クアンニン省の3都市向けにFM帯でサイマル放送）

### 国際放送
- VOV5 - 「世界向け外国語放送」（13カ国語による外国向けの放送）と「在外同胞向けベトナム語放送」（短波放送）

1945年9月2日にホー・チ・ミン国家主席が、ベトナム民主共和国の独立を宣言（この段階では国土の分断は想定されていない）しているが、その5日後（9月7日）に「ベトナムの声・ハノイ放送局」として発足。開局日から同年12月にかけて行われたエスペラント語の放送は、世界初の試みである。
海外向けの放送（短波・中波）では、ベトナム語の他、英語、フランス語、ロシア語、スペイン語、日本語、中国語、タイ語、インドネシア語、ラオス語、カンボジア語、韓国語の13言語で番組が製作されている（2018年現在）。
短波の送信所は、ハノイ市ナムトゥリエム区のメチ坊とソンタイ市社にある。また近隣諸国向けの中波の送信所は、南部カントー市のオーモン区にある。
旧北ベトナム時代後期に当たる、1970年から1972年にかけて、朝鮮民主主義人民共和国（北朝鮮）の海外向け放送局（現：「朝鮮の声放送」）との間で中継国際放送を実施。日本語放送も、この期間に限り北朝鮮内の送信所（中波）を経由していた為、短波ラジオでない受信機でも聴けた。
また、キューバのラジオ・ハバナ・キューバの送信所から、主に当時戦火を交えていた米国在住の聴取者に向けて、英語番組の配信を行っていた時期もあるが、こちらは通常の中継放送とは異なり、テレタイプ端末経由でハバナに届けられた原稿を、ハバナ放送のアナウンサーが代読していた。
現在、イギリスとオーストリアからは、ヨーロッパ・北アフリカ向けの、カナダからは北アメリカ・中南米向けの中継国際放送が、それぞれ実施されている為、該当地域での受信状態は、直接波のみの頃より大幅に改善している。

### 日本語放送
第二次世界大戦後に独立した国からの日本語放送としては東南アジア最古であり、1945年（昭和20年）9月2日の『ベトナム独立宣言』発表直後の同年9月7日から既に存在していた。「ベトナム人民連帯」を掲げていた、日本共産党の機関紙「しんぶん赤旗」でも、日本語放送（北朝鮮中継）の番組案内が掲載されていた。公式サイトでは、日本語放送の開始を1963年4月29日としている。
- インターバル・シグナルは、作曲家グェン・ディン・ティ（ベトナム語版）の「ファシストを殲滅せよ」である。
- 1975年（昭和50年）4月30日のサイゴン陥落までは、ほぼ一貫して戦時下での放送を余儀なくされていた。
- 当初は1時間の放送を毎日3回日本語で行っていた。45分×3回の期間を経て、27分×3回まで規模を縮小していたが、その後27分×4回に拡充（JST20:00 - 20:27の放送を追加）されている。
  - またこの番組は、主として日本の日本語向けであるため、当初は「日本の皆さん、こんにちは（さようなら）」と開始・終了時の挨拶があったが、現在はストリーミングによるインターネット放送が行われているため「リスナーの皆さん…」に挨拶を変更している。
- 短波放送特有のスキップ現象により、日本語放送の対象地域とはみなされていないアメリカ大陸などでも、ベトナムからの直接波が時間帯・周波数によっては良好に受信できる場合がある。
- アメリカ・中国との対立が続いていた時期には、両国を敵視する論評が際立っていたが、ベトナムを取り巻く国際情勢全般が大きく様変わりした東西冷戦の終焉以降、両国との外交関係が正常化された事もあり、現在は友好関係の結実（主に経済交流）をアピールするものに変わっている。
- 1991年のコメコン解体で、政経両面での「離別」が決定的となった旧ソ連・東ヨーロッパ諸国関連のニュースが姿を消す一方で、東南アジア諸国連合（ASEAN）の動向が番組内で詳しく紹介される様になる（ベトナム自身も、1995年に7番目の加盟国としてASEANに参加）。
- 1993年の大韓民国（韓国）との国交正常化に合せる形で、日本語放送の内で使用される呼称も、従来の「南朝鮮」から「朝鮮共和国・韓国」に暫定的に変更されたが、現在は「韓国」でほぼ統一されている。他方、南北分断期（旧ベトナム民主共和国時代）より友好国関係にある北朝鮮は、従来通り正式国名の「朝鮮民主主義人民共和国」を、省略抜きでアナウンスするのが慣例となっている。
- 2004年から、ベトナム国内でFM放送を開始（対象は、在留日本人と日本語を解するベトナム人・外国人）[1]。

日本語放送は下記の時間・周波数で行われている
- 2020年9月7日現在

| 放送時間(JST)   | 周波数        |
| --------------- | ------------- |
| 20:00-20:30     | 9840/12020kHz |
| 21:00-21:30(再) | 同            |
| 23:00-23:30(再) | 同            |

- (再)は再放送
- JST=UTC+9

ちなみに、VTV（ベトナムテレビジョン）は、NHK BS1（BS1）へのニュース映像の提供を行っており、ベトナムからの話題を、日本語で視聴する事が出来る（ベトナム語の副音声付き）。

## 住所

### 放送局
- 45 Ba Trieu, Hang Bai, Hoan Kiem, TP. Ha Noi, Socialist Republic of Vietnam.

### 送信所
- ハノイ局（Me Tri）:北緯20度59分00秒 東経105度52分00秒 / 北緯20.98333度 東経105.86667度
- ソンタイ局（Son Tay）:北緯21度12分00秒 東経105度22分00秒 / 北緯21.20000度 東経105.36667度
- オーモン局（O Mon）:北緯10度07分00秒 東経105度37分00秒 / 北緯10.11667度 東経105.61667度

## インターネット放送
現在VOV1、VOV2、VOV3、VOV5の番組を下記公式サイトで提供している。

## 歴史
- 1945年9月2日 - ハノイでのベトナム民主共和国建国宣言にあたり、ホー・チ・ミンが宣言した最初の生放送が行われる。
- 1945年9月7日 - 「ベトナムの声・ハノイ放送局」（VOV）が正式に発足。海外向けの短波放送では、世界初のエスペラント語による放送を同年12月まで実施。
- 1945年9月15日 - 英語とフランス語によるニュース速報を開始（日本語放送も同年内には開始された模様）[要出典]。
- 1945年9月23日 - 南部でのレジスタンスを呼びかける特別番組の放送が始まる。
- 1945年12月12日 - 対フランスレジスタンスの基地へと避難。
- 1946年11月以降 - ハノイを離れ各地を移動。
- 1954年10月22日 - 第一次インドシナ戦争の終結で解放されたハノイに帰還。
- 1958年9月 - Me Tri送信所開設。
- 1962年 - 政府の管理下に置かれる。対南向けのLiberation Radio（解放放送）が発足。
- 1970年9月7日 - VOV創立25周年記念としてテレビの仮放送が行われる。「ベトナムテレビ」（VTV）の創立記念日。
- 1971年 - VTVが本放送を開始。
- 1972年12月18日 - ベトナム戦争（北爆）の激化でMe Tri送信所が破壊される。
- 1975年4月30日 - 戦争の終結に伴い旧サイゴン政権側の放送局「VTVN」を接収。
- 1977年1月18日 - VOVとVTVは分離し、共に「ベトナム・ラジオ・テレビ委員会」の直属機関となる。
- 1983年8月16日 - 政府は「VOVの機能と責任に関する法令第53号」を発令、VOVは政府の管理下に置かれる。
- 1987年10月 - ラジオ・テレビ委員会の解散で、VOVとVTVは省庁級機関となる。
- 2003年11月1日 - 国内放送をVOV1～VOV3の3チャンネル体制に改組。
- 2004年8月24日 - VOV4を追加。

(以上下記「公式サイト2」より抜粋)
- 2020年9月4日 - 新ロゴマークが発表され、使用が開始される[2]。
- 2020年9月7日 - 中国語（JST6:30-7:00）及び日本語（JST7:00-7:30）の朝の放送を廃止